# Атомен номер
Атомният номер, известен също като пореден номер на атома, е термин в химията и физиката, представляващ броя на протоните, съставящи атомното ядро. Бележи се със Z. При атомите с неутрален заряд обикновено броят на електроните е равен на атомния номер. Обикновено стои в един от горните ъгли на квадратчето със съответния елемент в периодичната система на елементите.
Атомният номер първоначално означава поредния номер на елемента в Периодична система на елементите. Когато Менделеев подредил известните химични елементи, които са групирани според техните прилики в химията, забелязал, че ако ги постави стриктно подредени според атомната маса, изникват определени несъответствия. Йодът и телура, ако бъдат подредени според атомната маса, са подредени погрешно, и биха седяли по-добре, ако техните места в таблицата са разменени. Поставяйки ги в подредба, която отговаря най-точно на химическите им свойства, техният пореден номер в таблицата бил техният атомен номер. Този номер изглежда приблизително пропорционален на масата на атома, но се оказало че отразява друго свойство, а не масата на атома.